# ライナー・シェドリンスキ

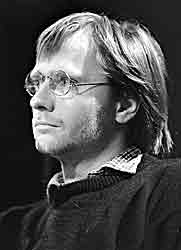
ライナー・シェドリンスキ（ベルリン, 1989）

ライナー・シェドリンスキ（独: Rainer Schedlinski, 1956年11月11日 - ）は、マクデブルク生まれのドイツの詩人・エッセイスト。1980年代の東ドイツ時代に、反体制派の文学シーンの作家であったと同時に、シュタージの非公式協力者でもあった。

## 経歴
シェドリンスキは、マクデブルクのシュライプニッツに生まれ、父は農業生産組合の組合長であり、母は財務会計士であった。1974年から1976年までビジネスの教育を修了し、植物栽培の研究を始めるが、1977年に中退した。
シェドリンスキは、火夫、管理人、1970年代の終わりにはマクデブルク地区映画管理部の文化政策職員およびインストラクターとして働く。同年、マクデブルクの文学のオルタナティブ・シーン、特にディートリッヒ・バース（Dietrich Bahß）との関わりを持ち、非合法なアングラ雑誌で詩を書き始める。1981年と1982年に兵役を終え、健康上の理由から予定されていたよりも早く除隊となった。
1983年4月にシェドリンスキは、プレンツラウアー・ベルクに東ドイツのオルタナティブ芸術シーンでよいグループがあったので、ベルリンに引っ越した。芸術シーンの中心人物たちの何人かが東ドイツを離れたあと、「居残り組（Übriggebliebenen）」は、「精神的指導者（spiritus rector）」であったサシャ・アンダーソンを中心にして集まった。そこには、シュテファン・デーリンクやエグモント・ヘッセ（Egmont Hesse）、ウーヴェ・コルベ、レオンハルト・ロレック、ベルト・パーペンフス・ゴレック、ミヒャエル・ローム（Michael Rom）、コーネリア・シュライメなどが所属していた。シェドリンスキは、このアヴァンギャルド・グループの調整役の一人となり、「みんな自分たちのテクストで形式を粉砕し、新しく別様に書きたかったのだ。体制側の厳格で徹底的に組織された関係に対して、彼らは乱雑に、ときには混沌と反応していた」。
1989年にシェドリンスキは、ダルムシュタットのレオンスとレーナ賞を受賞。1990年、アンダーソン、コーチオール、その他の人びととともに、ドルックハウス・ガルレフを設立。当時の東ドイツの文学アヴァンギャルドの中心として役立てることになっており、彼は今日でも株主として関わっている。
アドルフ・エンドラーによると、シェドリンスキは、今日ではかなり成功したビジネスマンとして生活している

## 非公式協力者としての活動
1992年の初めに、ARDの政治雑誌『コントラステ』は、シェドリンスキは遅くとも1979年には非公式協力者としてシュタージのために活動していたという調査結果を公表した。それ以前には彼は、採用の試みにはすべて反抗し、たんに「調書」にサインしただけだと主張していた。デア・シュピーゲルがその調査結果を査定したところ、シェドリンスキは、「人びとについて密告し、それは人間性という言葉が辞書には乗っていない言い方であった」。シェドリンスキは、アンダーソンやイブラヒム・ベーメの場合と同様に、シュタージが1980年代に設置した「新しいタイプの非公式協力者」であった。「共和国に敵対的な」グループに対して、叩きのめすのではなく、支配し、「特徴を変えて」、内側から「無力化」することが目的であった。彼の役割は、芸術家の仲間たちを監視するだけではなく、教会の組織やメンバーについての情報も記録していた。彼の場合、お金は重大な関心事であった。1985年から1986年の冬以降、彼は毎月、謝礼をもらっていた。
シェドリンスキは、非公式協力者の活動について、数年間精神病の治療を受けていて、1981年の国家人民軍の兵役期間中に、自殺を試み始めるようになっていた。「何度も言わなければならないことだが、私は弾圧に抵抗しなかった。この説明モデルに対して、言語学者で文学研究者のアリソン・ルイスによれば、シェドリンスキは、この時代にすでに兵役期間中に暴露されていて、マクデブルクの文学サークルではしばしばシュタージの非公式協力者として非難されていたこと、さらに彼は数カ月後に自主的に再びシュタージとの接触を図った。1992年6月、シェドリンスキは雑誌『新ドイツ文学』に長いエッセイを書き、さらに弁明している。そのなかで彼はシュタージを「権力の受付嬢」と呼び、「裏取引することは、名誉に関わることでもないし、多くの人にとっては面白くもなかった。彼に監視されていたルッツ・ラーテノーは、シェドリンスキのような人びとが「間違った情報によって、最終的に、この病的な体制の崩壊を遅らせていただろう」としている。

## 作品
- Ariadnefabrik (1986 – 1989), アンドレアス・コーチオールとの編集・執筆
- Die Rationen des Ja und des Nein. Gedichte (1988)
- Innenansichten DDR. Letzte Bilder aus einem Land wie es war (1990)
- Abriss der Ariadnefabrik (1990), アンドレアス・コーチオールとの編集・執筆
- Die Arroganz der Ohnmacht. Aufsätze und Zeitungsbeiträge 1989 und 1990 (1991)
- Die Männer der Frauen (1991)